# 7105 Йосьодзан
7105 Йосьодзан (7105 Yousyozan) — астероїд головного поясу, відкритий 18 лютого 1977 року.
Тіссеранів параметр щодо Юпітера — 3,498.
Названо на честь гір Йосьо (яп. ようしょうざん(遥照山) йо:сьо:дзан).